# Leezen (Szlezwik-Holsztyn)
Leezen – gmina w Niemczech w kraju związkowym Szlezwik-Holsztyn, w powiecie Segeberg, siedziba urzędu Leezen.